# آرثر ثورب
آرثر ثورب (بالإنجليزية: Arthur Thorpe)‏ هو لاعب كرة قدم بريطاني في مركز نصف الجناح، ولد في 1939 في لكهنؤ في الهند. لعب مع برادفورد سيتي وسكونثورب يونايتد ونادي بوسطن يونايتد.